# 241 (число)
Вижте пояснителната страница за други значения на 241.
241 (двеста четиридесет и едно) е естествено, цяло число, следващо 240 и предхождащо 242.
Двеста четиридесет и едно с арабски цифри се записва „241“, а с римски – „CCXLI“. 241 е на 53-то място в реда на простите числа (след 239 и преди 251). Числото 241 е съставено от три цифри от позиционните бройни системи – 2 (две), 4 (четири), 1 (едно).

## Общи сведения
- 241 е нечетно число.
- 241-вият ден от невисокосна година е 29 август.
- 241 е година от Новата ера.